# Liga Colombiana de Béisbol Profesional 1999-00
La temporada de la Liga Colombiana de Béisbol Profesional 1999-00 fue la 25° edición de este campeonato disputada a partir del 3 de diciembre de 1999 al 5 de febrero de 2000. Un total de 4 equipos participaron en la competición contó con 8 peloteros extranjeros y 15 colombianos por equipo. Actuaron 4 árbitros extranjeros.
Para la Organización Team Rentería, empresa que había sido creada y que había planeado el torneo, significó un logro muy positivo la realización de esta temporada, que con mucho esfuerzo se convirtió en una realidad para el país, sobre todo cuando recientemente Edgar Rentería había logrado el máximo título de un beisbolista colombiano hasta el momento al coronarse Campeón Mundial con los Marlins de la Florida en 1997. Rentería estaría jugando en el equipo Caimanes de la ciudad de Barranquilla; el campeonato también contaría con los hermanos Jolbert y Orlando Cabrera y todos los peloteros que jugaban en las diferentes organizaciones del béisbol de Estados Unidos.

## Sistema de juego
Se programaron 30 juegos 15 de local y 15 de visitante finalmente disputaron cada uno 27. El primero clasificó al play off final mientras el segundo y tercero jugaron el pre-play off.

## Equipos participantes
| Equipo                   | Fundación | Departamento | Ciudad       | Estadio                   | Capacidad |
| Caimanes de Barranquilla | 1984      | Atlántico    | Barranquilla | Estadio Tomás Arrieta     | 8 000     |
| Tigres de Cartagena      | 1996      | Bolívar      | Cartagena    | Estadio Once de Noviembre | 12 000    |
| Indios de Cartagena      | 1948      | Bolívar      | Cartagena    | Estadio Once de Noviembre | 12 000    |
| Vaqueros de Barranquilla | 1984      | Atlántico    | Barranquilla | Estadio Tomás Arrieta     | 8 000     |

## Temporada regular
Cada equipo disputó 27 juegos.
| Pos | Equipo                   | JG | JP | JJ | AVG. | Dif |
| --- | ------------------------ | -- | -- | -- | ---- | --- |
| 1.  | Indios de Cartagena      | 14 | 13 | 27 | .518 | --- |
| 2.  | Caimanes de Barranquilla | 14 | 13 | 27 | .518 | --- |
| 3.  | Vaqueros de Barranquilla | 13 | 14 | 27 | .481 | 1,0 |
| 4.  | Tigres de Cartagena      | 13 | 14 | 27 | .481 | 1,0 |

|  | Clasificado al play off final |
|  | Clasificados al pre-play off  |
|  | Eliminados.                   |

### Desempate 3° y 4° lugar
Fue necesario un juego extra para definir el tercer lugar de la temporada regular que disputaría frente a Caimanes de Barranquilla el Pre-Play Off.
| Tigres | 1 : 2 | Vaqueros | Estadio Tomás Arrieta, Barranquilla | 20 de enero | 19:00 |

## Pre-Play off
Disputada del 22 al 27 de enero.
| Pos | Equipo                   | JG | JP | JJ | AVG. | Dif |
| --- | ------------------------ | -- | -- | -- | ---- | --- |
| 1.  | Vaqueros de Barranquilla | 3  | 1  | 4  | .750 | --- |
| 2.  | Caimanes de Barranquilla | 1  | 3  | 4  | .333 | 2,0 |

|  | Clasificado al play off final |
|  | Eliminado.                    |

### Serie Pre Play Off
| Serie Pre-Play Off LCBP de 1999/00 Vaqueros de Barranquilla 3-1 Caimanes de Barranquilla |          |                         |                 |                       |
| Juego                                                                                    | Fecha    | Resultado               | Serie (VAQ-CAI) | Lugar                 |
| 1                                                                                        | Enero 22 | Vaqueros 6, Caimanes 1  | 1-0             | Estadio Tomás Arrieta |
| 2                                                                                        | Enero 23 | Vaqueros 1, Caimanes 12 | 1-1             | Estadio Tomás Arrieta |
| 3                                                                                        | Enero 26 | Caimanes 2, Vaqueros 6  | 2-1             | Estadio Tomás Arrieta |
| 4                                                                                        | Enero 27 | Caimanes 4, Vaqueros 5  | 3-1             | Estadio Tomás Arrieta |

## Play Off Final
Se disputaron 6 juegos para definir el campeón del 29 de enero al 6 de febrero. 
| Pos | Equipo                   | JG | JP | JJ | AVG.  | Dif |
| --- | ------------------------ | -- | -- | -- | ----- | --- |
| 1.  | Vaqueros de Barranquilla | 4  | 2  | 6  | 0.666 | --- |
| 2.  | Indios de Cartagena      | 2  | 4  | 6  | 0.333 | 2   |

|  | Campeón    |
|  | Subcampeón |

### Serie
| Serie Final LCBP de 2008/09 Vaqueros de Barranquilla 4-2 Indios de Cartagena |           |                       |                 |                           |
| Juego                                                                        | Fecha     | Resultado             | Serie (VAQ-IND) | Lugar                     |
| 1                                                                            | Enero 29  | Vaqueros 5, Indios 6  | 0-1             | Estadio Once de Noviembre |
| 2                                                                            | Enero 30  | Vaqueros 0, Indios 12 | 0-2             | Estadio Once de Noviembre |
| 3                                                                            | Febrero 1 | Indios 7, Vaqueros 8  | 1-2             | Estadio Tomás Arrieta     |
| 4                                                                            | Febrero 2 | Indios 3, Vaqueros 8  | 2-2             | Estadio Tomás Arrieta     |
| 5                                                                            | Febrero 3 | Indios 0, Vaqueros 4  | 3-2             | Estadio Tomás Arrieta     |
| 6                                                                            | Febrero 6 | Vaqueros 10, Indios 7 | 4-2             | Estadio Once de Noviembre |

| Colombia                                       |
| Campeón Vaqueros de Barranquilla Primer título |

## Los Mejores
| Stat                     | Jugador                | Total |
| ------------------------ | ---------------------- | ----- |
| Porcentaje de bateo (BA) | Armando Villeros (IND) | .402  |
| Hits                     | Armando Villeros (IND) | 43    |
| Carrera impulsada (RBI)  | Eddie Gerard (TOR)     | 29    |
| Carrera anotada (R)      | Eddie Gerald (TOR)     | 28    |
| Dobles (2B)              | Andrew Jhonson (VAQ)   | 11    |
| Triples (3B)             | Armando Villeros (IND) | 4     |
| HR                       | Eddie Gerard (TOR)     | 6     |
| Robo de base (SB)        | Vernon Sperman (IND)   | 10    |

| Stat                 | Jugador               | Total         |
| -------------------- | --------------------- | ------------- |
| Juegos ganados (AVE) | Jose Seriano (TIG)    | 5W-0L (1.000) |
| Efectividad (ERA)    | Manuel Esquivia (CAI) | 0.84          |
| Ponches (SO)         | Roque Román (VAQ)     | 48            |